# Corema conradii
Corema conradii är en ljungväxtart som först beskrevs av John Torrey, och fick sitt nu gällande namn av John Torrey och John Claudius Loudon. Corema conradii ingår i släktet Corema, och familjen ljungväxter. Inga underarter finns listade i Catalogue of Life.